# Refik Memišević
Refik Memišević (Bačko Novo Selo, 14 maggio 1956 – Subotica, 4 gennaio 2004) è stato un lottatore serbo, fino al 1992 jugoslavo, specializzato nella lotta greco-romana.

## Palmarès

### Olimpiadi
- 1 medaglia:
  - 1 argento (Los Angeles 1984 nei pesi supermassimi)

### Mondiali
- 4 medaglie:
  - 1 oro (Oslo 1981 nei pesi supermassimi)
  - 2 argenti (Göteborg 1977 nei pesi massimi; Katowice 1982 nei pesi supermassimi)
  - 1 bronzo (Città del Messico 1978 nei pesi massimi)